# Buritis (Rondônia)
Buritis é um município brasileiro do estado de Rondônia.

## História
Oficialmente em meados de 1970 o Instituto Nacional de Colonização e Reforma Agrária – INCRA iniciou a implantação de projetos para a colonização do então Território Federal de Rondônia. Em 1974 deu início então à implantação dos projetos de assentamentos Marechal Dutra e Burareiro na região da antiga Vila Ariquemes, a qual foi elevada a categoria de município em 1977. O desenvolvimento da Vila Ariquemes possibilitou a formação de outras cidades na região dando início ao processo de desenvolvimento regional.[carece de fontes?]
Na década de 80, precisamente em 18 de maio de 1988 o INCRA inicia o Projeto de Assentamento Buriti o qual originou a cidade de Buritis no início da década de 90. O município de Buritis foi criado em 27 de dezembro de 1995, onde o então governador do Estado de Rondônia Valdir Raupp de Matos sancionou a Lei 649. Para a formação do município de Buritis foram desmembradas áreas dos municípios de Campo de Novo de Rondônia e Porto Velho. Finalmente em 1 de Janeiro de 1997 o município de Buritis foi instalado.[carece de fontes?]

## Geografia
Localiza-se a uma latitude 10º12'43" sul e a uma longitude 63º49'44" oeste, estando a uma altitude de 200 metros. Sua população estimada pelo Censo 2021 é de 41 043 habitantes.

### Problemas socioambientais
Devido aos altos índices de devastação florestal, em 9 de novembro de 2023, o município de Buritis foi incluído na relação de municípios situados no bioma Amazônia considerados prioritários pelo governo federal para ações de prevenção, controle e redução dos desmatamentos e degradação florestal.

## Política e administração
Sendo um município do Brasil, Buritis é administrada por dois poderes, o executivo e o legislativo, independentes e harmônicos entre si. O primeiro é representado pelo prefeito, auxiliado pelo seu gabinete de secretários e eleito pelo voto popular para um mandato de quatro anos, sendo permitida uma única reeleição para mais um mandato consecutivo, enquanto que o segundo é representado pela Câmara Municipal de Buritis, órgão colegiado de representação dos munícipes que é composto por vereadores também eleitos por sufrágio universal.
As atuais autoridades que ocupam cargos da organização político-administrativa de Buritis são as seguintes (data: 11 de novembro de 2023):
- Prefeito: Ronaldi Rodrigues de Oliveira "Roni Irmãozinho" - PDT (2021/-)[8]
- Vice-prefeito: Joabe Lana de Almeida - PDT (2021/-)[8]
- Presidente da Câmara: Moises de Paula - SD (2023/-).[8][9]

## Trabalho e Rendimento
Em 2021, o salário médio mensal era de 2.1 salários mínimos. A proporção de pessoas ocupadas em relação à população total era de 9.79%. Na comparação com os outros municípios do estado, ocupava as posições 5 de 52 e 36 de 52, respectivamente. Já na comparação com cidades do país todo, ficava na posição 1674 de 5570 e 3801 de 5570, respectivamente. Considerando domicílios com rendimentos mensais de até meio salário mínimo por pessoa, tinha 41% da população nessas condições, o que o colocava na posição 32 de 52 dentre as cidades do estado e na posição 2619 de 5570 dentre as cidades do Brasil.

## Saúde
A taxa de mortalidade infantil média na cidade é de 7.87 para 1.000 nascidos vivos. As internações devido a diarreias são de 0.1 para cada 1.000 habitantes. Comparado com todos os municípios do estado, fica nas posições 33 de 52 e 51 de 52, respectivamente. Quando comparado a cidades do Brasil todo, essas posições são de 3269 de 5570 e 4734 de 5570, respectivamente.